# Wieża widokowa w Krynicy-Zdroju
Wieża widokowa w Krynicy-Zdroju – turystyczna wieża widokowa znajdująca się na szczycie stacji narciarskiej Słotwiny Arena (896 m) w Krynicy-Zdroju.
Jest to pierwsza w Polsce wieża widokowa w koronach drzew o unikalnej konstrukcji drewnianej.

## Opis
Budowę wieży rozpoczęto w 2017 i otwarta została 19 sierpnia 2019. Wieża ma wysokość 49,5 m i prowadzi do niej stopniowo wznosząca się drewniana ścieżka podpierana przez 18 wież wsporczych i 87 słupów. Ścieżka o łącznej długości 1030 m umiejscowiona w koronach drzew pozwala na podziwianie walorów krajobrazowych okolicy. Na trasie zwiedzający mogą bliżej poznać okoliczną przyrodę oraz historię regionu, dzięki specjalnym instalacjom edukacyjnym. Do budowy wieży i ścieżki użyto drewna robinii akacjowej.
Obiekt jest całoroczną infrastrukturą turystyczno-rekreacyjną. Na wieżę można się dostać 6-osobową kolejką krzesełkową Doppelmayr, wyposażoną w osłony przeciwwiatrowe lub wejść utwardzoną widokową drogą. Dodatkową atrakcją, szczególnie dla najmłodszych jest mierząca 60 metrów długości zjeżdżalnia. 
Pod Wieżą działają grill oraz Restauracja Widokowa.

Wieża widokowa w Krynicy Zdrój
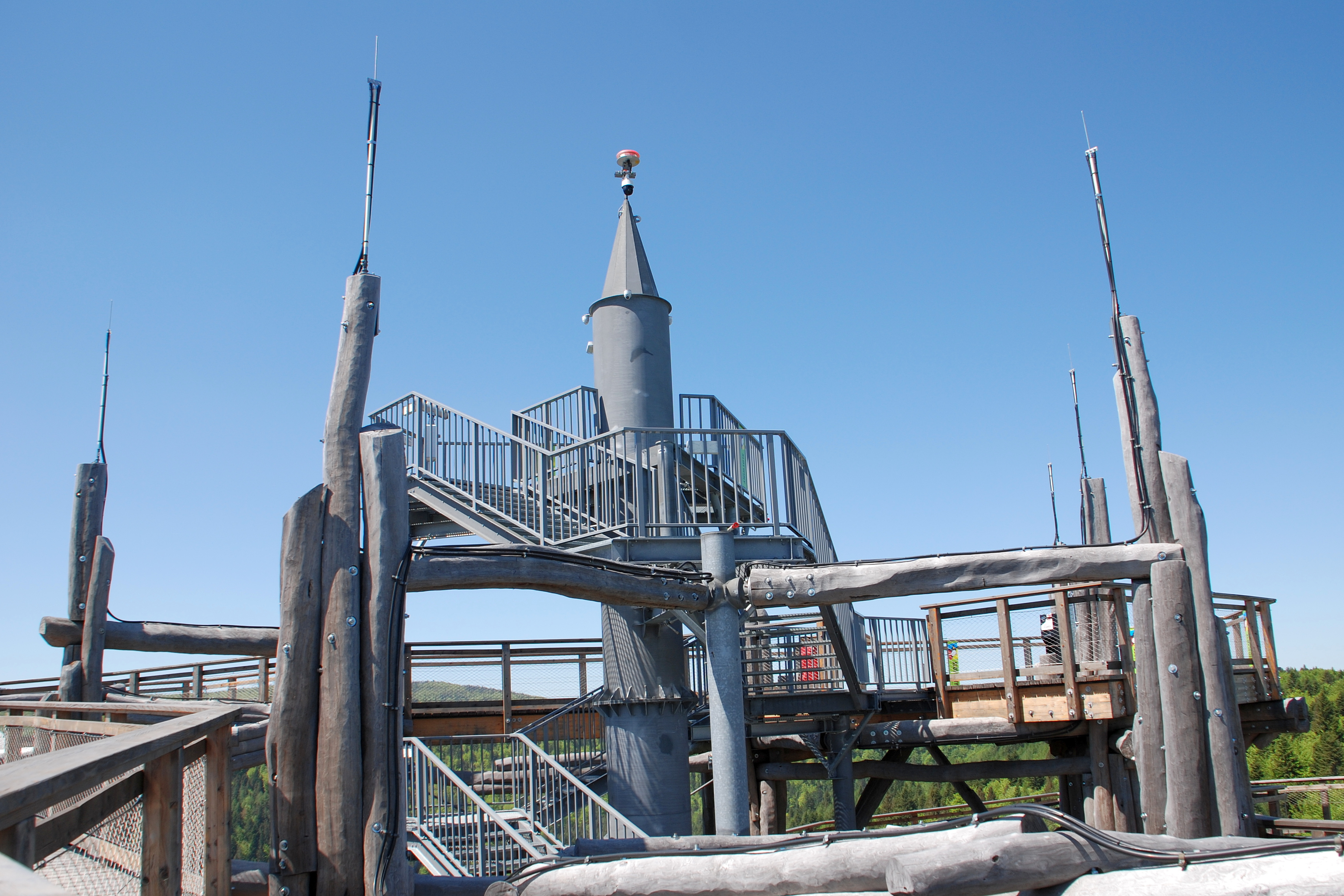
Wierzchołek wieży
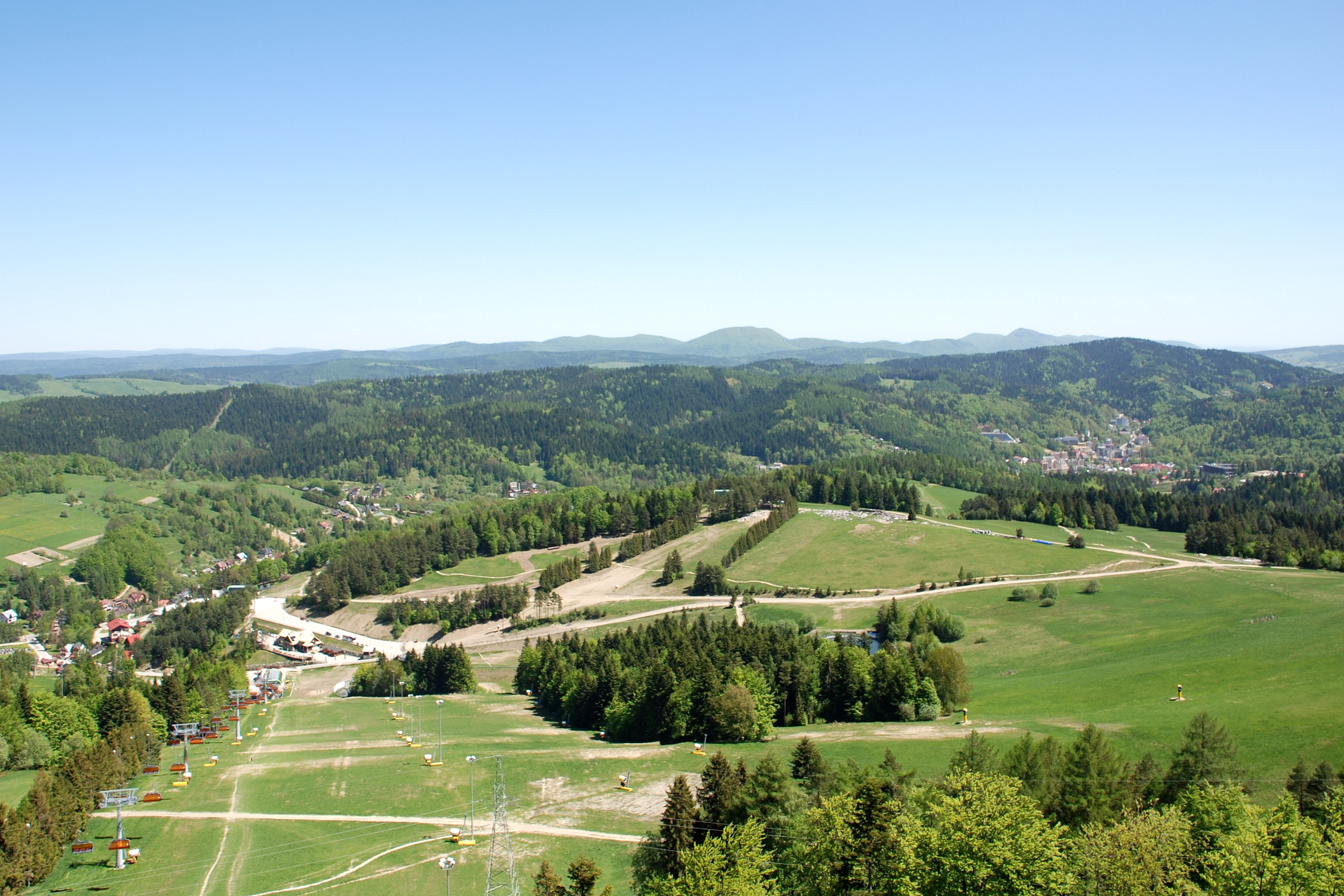
Widok z wieży na Beskid Niski
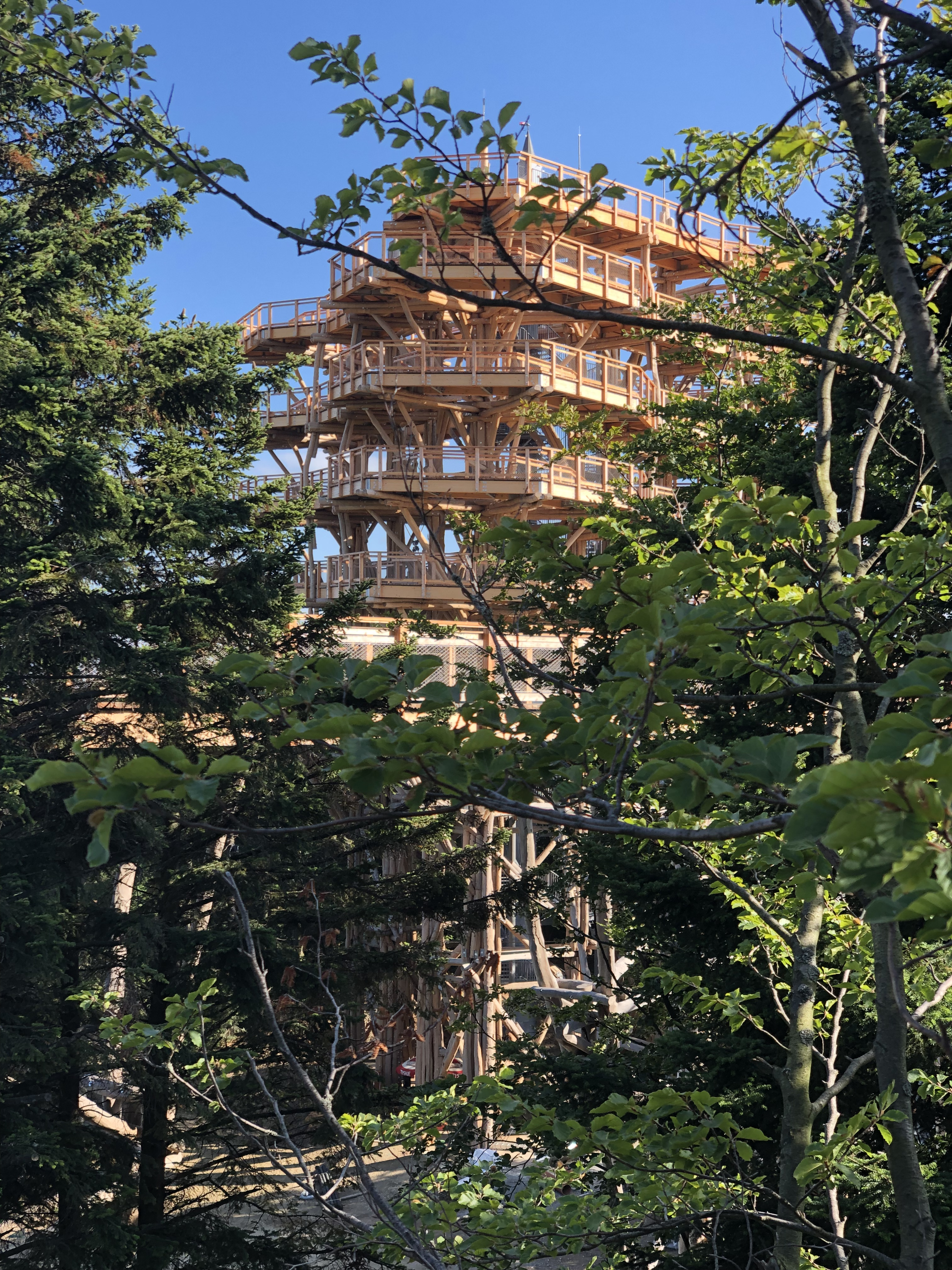
wieża ze ścieżki